# Manuel Patricio Rodríguez Sitches
Manuel Patricio Rodríguez Sitches, conegut també com a Manuel Patricio Rodríguez García o Manuel Patricio García Sitches o simplement Manuel García (Madrid, Castella, 17 de març, 1805 - Londres, Regne Unit, 1 de juliol, 1906), fou un cantant, professor de cant i home de ciència espanyol.
Era fill de Manuel García i Joaquina Briones (de nom real María Joaquina Sitches i filla Martí Sitches de Valls), pare de Gustavo García i germà de Maria Malibran, i Pauline Viardot, i va viure una llarga vida (101 anys).
En entrar Napoleó I a Madrid, el 1809, llavors García contava quatre anys. En aquell temps vivia al recer dels seus avis, perquè el seu pare ocupava el brillant lloc de primer tenor en el teatre Italià, de París. La seva mare la bella Joaquina Siches, fou deixeble del seu marit i arribà a ésser una digna cantant del seu mestre. Nou anys va viure Manuel amb els seus avis, fins que el 1814 pogué reunir-se amb els seus pares, que vivien llavors a Nàpols, on el seu pare tornà a estudiar amb el tenor Giovanni Anzani.
Aquest ensenyava el bel canto, segons el mètode del cèlebre Porpora, el seu mestre; mètode que Manuel García (pare) volgué conèixer a fons, i què, ensems, l'emprava amb el seu fill. Consistí en un estudi llarg, conscienciós de solfeig; mesos sencers foren consagrats a la lliçó més senzilla. Així és que, més tard al dedicar-se García a l'ensenyança del cant, la seva major cura fou que els seus deixebles dominessin els principis de l'art.
Fugint del colera, que feu estralls a Nàpols, arribà la família García a París el 1816. Després de romandre nou anys en la capital francesa, el pare concebé el pla d'un viatge artístic per Amèrica. Ell mateix actuava com a tenor de la companyia, la seva filla Maria de contralto, el jove Manuel de baríton i baix, i la mare de segona soprano. La companyia fou rebuda amb entusiasme a Nova York; era la primera vegada que en el Nou Món s'escoltaven òperes de Mozart degudament cantades.
Des de Nova York, la companyia passà amb triomf per les principals capitals de la Unió fins a Mèxic. Però a pesar de tants grans èxits i del refinat art del que García donà constantment mostres, el jove sentí que no havia nascut per a cantant d'òpera.
Tornà a Europa abans que la seva família, i des de Nàpols participà en el seu pare la seva resolució definitiva d'abandonar el teatre. Sentí fortament desitjos d'estudiar el cantó científic de l'art del cant, o sigui la fisiologia de la laringe. Els esdeveniments polítics venien en la seva ajuda. A París esclatà la Revolució de juliol de 1830, i García entrà al servei d'un dels hospitals militars. Allà s'ocupà especialment dels malalts que patien aquesta afecció de la gola i conegué, cada vegada amb més claredat, el molt que un bon tractament dels òrgans de la gola influeix en el desenvolupament de la veu.

Amb aquest temps d'estudi pràctic acabà la primera etapa de la vida de García, proveït de sòlida educació musical, experiència pràctica i coneixements científics, passà a exercir l'ocupació
| « | per la que creia que haver nascut i que no era altra que l'ensenyança del cant | » |

 El 1840 dirigí l'Institut de París una Memòria sobre la veu humana (traduïda a l'alemany i reeditada moltes vegades) que li valgué la felicitació de la docta companyia i anys més tard, el 1847, l'anomenament de professor de cant del Conservatori.
Els esdeveniments polítics de 1848 determinaren en García a abandonar París i establir-se a Londres. Allí entrà a formar part del cos de professors de la Reial Acadèmia de Música, a la qual va pertànyer fins a la seva mort. A més omplí la seva vida una nova activitat, els seus treballs per la invenció del laringoscopi. L'invent d'aquest últim instrument li valgué el títol de mestre i fundador de més de seixanta societats laringòlogues, que l'aclamaren amb entusiasme amb ocasió del seu centèsim aniversari, i el nomenament de Dr. Med. Ho. C. Per la Universitat de Königsberg. Entre els seus millors deixebles es compten Oscar Lindhult, Adelaide Phillipps, Antoinette Sterling, Jenny Lind, Catherine Hayes, Julius Stockhausen, Salvador de Castrone Marchesi i la seva esposa Mathilde Marchesi, Erminia Frezzolini i tambe fou alumna seva la poetessa alemanya Elise Polko i, el baix austríac Emil Scaria.
El 1902 el rei d'Espanya li concedí la gran creu d'Alfons XII, al cap de poc de crear-se aquesta Orde. García, que servà intactes les seves facultats fins a la seva mort, va escriure un important Traité complet du chant (París, 1847), que fou traduït a l'anglès i l'alemany. El 6 d'octubre de 1924 es realitzà a Madrid un homenatge a la seva memòria, consistent en una solemne sessió celebrada en l'Acadèmia de Medicina i en la col·locació d'una làpida en la casa en què va néixer.
La seva esposa Eugenia Mayer, (París, 1818-1880), fou deixeble seva. Primerament cantà a Itàlia, el 1840 formà part de l'Òpera Còmica i el 1842 passà a Londres, separant-se poc temps després del seu marit. a partir de llavors es dedicà a l'ensenyança del cant a París.
La seva aportació més important es troba recollida a École de Garcia: Traité complet de l'art du chant par Manuel Garcia fils, publicat a París en dos volums el 1840 i el 1847.